# 2006년 아시안 게임 체스 남자 개인전
2006년 아시안 게임 체스 남자 개인전 경기는 2006년 12월 2일부터 12월 4일까지 알다나 인도어 홀에서 열렸다. 

## 경기 일정
모든 경기시간은 아라비아 표준시이다 (UTC+03:00)
| 날짜                   | 경기시간 | 경기    |
| ---------------------- | -------- | ------- |
| 2006년 12월 2일 토요일 | 11:00    | 1라운드 |
| 2006년 12월 2일 토요일 | 15:00    | 2라운드 |
| 2006년 12월 2일 토요일 | 17:00    | 3라운드 |
| 2006년 12월 3일 일요일 | 11:00    | 4라운드 |
| 2006년 12월 3일 일요일 | 15:00    | 5라운드 |
| 2006년 12월 3일 일요일 | 17:00    | 6라운드 |
| 2006년 12월 4일 월요일 | 11:00    | 7라운드 |
| 2006년 12월 4일 월요일 | 15:00    | 8라운드 |
| 2006년 12월 4일 월요일 | 17:00    | 9라운드 |

## 경기 결과

### 1라운드
| White                       | Score  | Black                         |
| --------------------------- | ------ | ----------------------------- |
| 이마드 하키 (SYR)           | ½–½    | Krishnan Sasikiran (IND)      |
| Pentala Harikrishna (IND)   | 1–0    | Tsegmediin Batchuluun (MGL)   |
| 탈레브 모우사 (UAE)         | 0–1    | 루스탐 카심자노프 (UZB)       |
| 부치앙지 (CHN)              | 1–0    | 메스겐 아마노우 (TKM)         |
| 자완 바크르 (SYR)           | 0–1    | Wang Yue (CHN)                |
| 무르타스 카즈갈레예프 (KAZ) | 1–0    | 아흐마드 삼후리 (JOR)         |
| 압둘라 하산 (UAE)           | ½–½    | 다르멘 사드바카소프 (KAZ)     |
| 우투트 아디안토 (INA)       | 1–0    | 바흐자트 알리마위 (JOR)       |
| 바야르사이하니 군다바 (MGL) | ½–½    | 에흐산 가에마가미 (IRI)       |
| 다오 티엔하이 (VIE)         | 1–0    | 아툴라 루셀 (SRI)             |
| 코지마 신야 (JPN)           | 0–1    | 모하메드 알모디아키 (QAT)     |
| Nguyễn Anh Dũng (VIE)       | 1–0    | 난조 료스케 (JPN)             |
| 마헤르 아야드 (BRN)         | 0–1    | 엘샨 모라디 (IRI)             |
| 알렉세이 바르소프 (UZB)     | 1–0    | 빌람 슈레스타 (NEP)           |
| 아타 탐라 (PLE)             | 0–1    | 에나물 호사인 (BAN)           |
| 수산토 메가란토 (INA)       | 1–0    | 수르비르 라마 (NEP)           |
| 후사인 아야드 (BRN)         | 0–1    | 레파트 빈사타르 (BAN)         |
| 모함메드 알사예드 (QAT)     | 1–0    | 로돌포 아벨가스 (MAC)         |
| G. C. Anuruddha (SRI)       | 0–1    | 메일리스 아나베르디예우 (TKM) |
| 다르윈 라일로 (PHI)         | 1–0    | 마크 통쿠안 (MAC)             |
| 탈랄 슈바이타 (PLE)         | 0–1 WO | 로날드 다불레오 (PHI)         |